# نوط الجو
نوط الجو أو الميدالية الجوية (Air Medal AM) هي وسام عسكري للقوات المسلحة الأمريكية. يُستخدم منذ عام 1942 ويُمنح لأعمال البطولة الفردية أو الإنجازات الجديرة بالتقدير أثناء المشاركة في رحلة جوية.

## المعايير
جرى إنشاء الميدالية الجوية وفق الأمر رقم 9158 الذي وقعه روزفلت في 11 مايو 1942. وجرى منحه بأثر رجعي من 8 سبتمبر 1939، لمن يتميز بإنجاز جدير بالتقدير أثناء خدمته مع القوات المسلحة في رحلة جوية.
كانت معايير الجائزة الأصلية التي حددتها سياسة الجيش بتاريخ 25 سبتمبر 1942، هي منح الجائزة لـ:
- لكل مَن يثبُت قيامه بتدمير سفينة بحرية أو ثلاث طائرات معادية أثناء الطيران. يُنسب الفضل إلى الطاقم الجوي كاملًا في تدمير سفينة، بينما يُنسب فقط للطيار أو المدفعي المسؤول الذي قام بتدمير طائرة معادية.
- لكل من قام بـ 25 رحلة جوية عملية يُتوقع خلالها التعرض لنيران العدو.
- لكل من قام بـ 100 رحلة جوية عملية لا يُتوقع خلالها التعرض لنيران العدو.

قام القادة بتغيير هذه المعايير لكل سلاح جو لتناسب ظروف مسرح عملياتهم وللحفاظ على الروح المعنوية. عادةً ما يُمنح وسام الطيران المميز لما يقرب من ضِعف إلى خمسة أضعاف مُن يحصل على الميدالية الجوية. أدى ذلك إلى الحصول على جوائز تلقائية تعتمد على «بطاقة النقاط score card» وذلك بعد إكمال عدد محدد من المهام العملية بدلاً من الخدمة المتميزة أو العمل الجدير بالتقدير أو الشجاعة. في 5 أغسطس 1943، جرى إلغاء جوائز «بطاقة النقاط» رسميًا من خلال مذكرة مجلس جوائز القيادة الجوية للجيش بسبب الإحراج عندما حصل طيارون على الميدالية الجوية بسبب عدد النقاط، ولكن جرى منعهم لاحقًا من مهام الطيران بسبب «نقص الأخلاق». لا يزال بإمكان القادة منح هذه الجائزة، ولكن يجب أم يقوم المُتلقي بأداء خدمة استثنائية أو جديرة بالتقدير أيضًا.

### القوات الجوية (1942-1947)
خلال الحرب العالمية الثانية، اختلفت معايير هذه الميدالية بشكل كبير اعتمادًا على مسرح العمليات والطائرة والمهام التي جرى إنجازها. كان المجال الجوي في أوروبا تحت سيطرة العدو تمامًا ويواجه دفاعات جوية ثقيلة، لذلك جرى تغيير المعايير عن تلك الخاصة بالميدالية الأصلية. حيث جرى منحها لقاذفي القنابل أو طياري الاستطلاع الفوتوغرافي أو طاقم المراقبة وطياري النقل الجوي الذيم قاموا بخمس طلعات جوية، كما مُنحت للطيارين المقاتلين الذين قاموا بعشر طلعات، وحصل الطيارون أو أفراد الطاقم الجوي على جائزة واحدة لكل طائرة معادية قاموا بإسقاطها. وفي أماكن أخرى من المحيط الهادئ ومسرح الصين بورما الهند، كان الطيارون والأطقم يطيرون في الغالب فوق المجال الجوي غير الخاضع للرقابة أو المتنازع عليه لساعات طويلة، ويواجهون دفاعات جوية أخف، لذلك جرى استخدام معايير أعلى بكثير. يمكن أن يحصل طيارو الدوريات المضادة للغواصات على هذه الميدالية إذا سجل الطيار 200 ساعة طيران.

### القوات الجوية (1947 حتى الآن)
قد تُمنح الميدالية الجوية للاعتراف بأفعال الجدارة الفردية أو الشجاعة في القتال أو الخدمة الجديرة بالتقدير في منطقة القتال. تهدف جائزة الميدالية الجوية في المقام الأول تقدير أفراد أطقم الطيران الحالية، أو الأفراد من غير أطقم الطيران الذين يشاركون في رحلات جوية على أساس منتظم ومتكرر ضمن واجباتهم الأساسية. ومع ذلك، قد تُمنح أيضًا لبعض الأفراد الآخرين الذين تتطلب واجباتهم القتالية الطيران المنتظم والمتكرر، أو الأفراد الذين يقومون بعمل جدير بالتقدير بشكل خاص أثناء أداء وظيفة أحد أفراد الطاقم ولكنهم ليسوا في وضع الطيران. يجب أن يقدم هؤلاء الأفراد مساهمة ملحوظة في المهمة القتالية البرية العملية أو مهمة الطائرة أثناء الطيران.

## التصميم
يحدد القانون تصميم الميدالية.
الوصف: وردة بوصلة برونزية بحجم 111⁄16 بوصة تحد قطرها ومحملة بنسر يحمل ومضتين من البرق في مخالبه. تمسك زهرة الزنبق في أعلى نقطة بحلقة التعليق. يجري تصميم نقاط وردة البوصلة الموجودة على الجانب الخلفي مع الجزء المركزي العادي لنقش اسم المستلم.
الشريط: شريط الميدالية عرضه 13⁄8 بوصة ويتكون من الخطوط التالية:
1. 1⁄8 بوصة أزرق بحري 67118 ؛
2. ¼ بوصة ذهبي برتقالي 67109 ؛
3. المركز 5⁄8 بوصة أزرق بحري.
4. ¼ بوصة ذهبي برتقالي؛ و
5. 1⁄8 بوصة أزرق بحري.

- المصمِم: ووكر هانكوك. تنافس هانكوك على تصميم الميدالية كمدني، ولكن قبل منح الجائزة كان قد جرى تجنيده في الجيش.[2]

## أبرز الحاصلين عليها
- بز ألدرن
- إيرف أندرسون
- نيل آرمسترونغ
- هنري أرنولد (عسكري)
- راسيل بيكر (رجل أعمال)
- Kermit Beahan
- جون بييل
- سنفرق بدناريك [الإنجليزية] (Pro Football Hall of Fame Linebacker/Center)
- ليو بيرمان
- Larry "Scrappy" Blumer
- روي بوهم
- Richard Bong
- بيل باور (ضابط)[8]
- باتريك هنري برادي (with "V" device and award numeral 52)
- كينيث سيسيل بانش
- جورج بوش الأب
- بين كامبل [الإنجليزية]
- Jeffrey B. Cashman
- هوارد كانون
- روجر بي. شافي
- ديفيد أ. كريستيان، Vietnam, with "V" Device and oak leaf cluster
- رايموند إم. كلوسن جونيور
- Robert L. Coffey Jr.
- بروس بي كراندال (23 awards)
- ريمون كروفورد [الإنجليزية]
- بنجامين أو. ديفيس جونيور
- باد داي
- مورتون ديوتش
- John A. B. Dillard
- جيمس دوليتل
- واين أ. داونينج (with Valor and numeral 9)
- توماس دريك
- تامي دوكوورث
- ميخائيل دورانت
- Thomas Ferebee
- كلارك غيبل
- Francis Gabreski
- جون غلين
- Gordon M. Graham
- ديفيد إي. غرينغ جونيور (23 awards)
- غوس غريسوم
- David Hackworth, Vietnam, with "V" Device and award numeral 34
- جو هووبر
- بوب هوفر
- روبرت إل. هوارد
- جون هاو (عسكري)
- جيمس د. هيوز
- جون إي. هنت
- جاك إتش جاكوبس
- دانييل جيمس جونيور
- جيمس جونسون (طيار مقاتل)
- راسيل جونسون
- براين كيث
- Jack Kraynick
- بين كوروكي
- كلايد إيفرت لاسين
- Curtis LeMay
- John Levitow
- Nancy Harkness Love
- جيم لوفل
- Aleda E. Lutz, WWII Army Flight nurse, second most decorated woman in U.S. military history.
- دوغلاس ماكارثر، U.S. القائد العام للجيش  [لغات أخرى]‏ and Field Marshal of the Philippines
- William J. Maddox Jr (pilot) (127 awards, with V device)
- George Marrett
- باري مكافري
- جون ماكين، Senator and presidential candidate
- آن ماكلاين
- تشارلز ماكجي (with 25 Oak Leaf Clusters)
- Amy McGrath
- إد ماكماهون actor, entertainer, and Marine pilot
- جورج ماكغفرن، US congressman, presidential candidate
- إيفان ميكام
- جون س. ماير
- إدوارد إس. ميخائيل
- William Milliken
- هال مور
- روبن مور
- واين موريس
- Patricia Northrup
- Michael Novosel (64 awards)
- Robin Olds
- جو بيتس (سياسي)
- Stephen Pless
- كولن باول
- George Preddy
- بوب برايس (سياسي)
- Chesty Puller
- رالي رودس[9]
- جين رودينبيري
- سيزار رودريغيز (ضابط)
- أندي روني
- روبرت روزنتال (محامي)
- نورمان شوارتسكوف
- Clarence A. Shoop
- آرثر د. سيمونز
- Dale Snodgrass
- William M. Steger
- جيمس ستيوارت
- بيرت ستايلز
- James Stockdale
- أوليفر ستون
- Bruce Sundlun
- تشارلز سويني (طيار)
- هيو طومسون جونيور
- بول تيبيتس
- Witold Urbanowicz
- Regis F. A. Urschler
- باتريك إم. والش
- جوشوا ويلر
- Yenwith K. Whitney
- Bobby Wilks
- تيد وليامز
- ديلبرت إي. وونغ
- تشاك ييغر
- Hubert Zemke

## روابط خارجية
- صحائف الوقائع: موقع الميدالية الجوية للقوات الجوية الأمريكية
- وصف ميدالية الجيش الأمريكي المخضرم